# 제4군 (일본군)
제4군(第4軍)은 일본 제국 육군의 군이다.

## 역사
한참 러일 전쟁이 진행되고 있는 1904년 6월 24일에 창설되었다. 노즈 미치쓰라 대장이 사령관에 임명되었다. 1906년 포츠머스 조약에 서명된 뒤, 1월 17일에 해산하였다.
1938년 7월 15일에 중일 전쟁 만주국 북부 국경에서 요새부대를 지휘하기 위해 재소집되었다. 제1방면군 예하에 편성되었고 베이안시에 사령부를 두었다.
제2차 세계 대전의 막바지에 이르자, 소련은 일본과의 전쟁에 본격적으로 참가하기로 결정하고 만주 전략공세작전을 집행하였다. 제4군은 소련의 차량화소총, 기갑부대에 순식간에 제압되어 하얼빈시에서 항복하였고, 살아남은 제4군의 병력은 소련의 일본인 전쟁포로가 되었다.

## 편성
1945년 종전 당시
- 제31사단
- 제123사단
- 제149사단
- 독립혼성 제80여단
- 독립혼성 제131여단
- 독립혼성 제135여단
- 독립혼성 제136여단

## 참고 자료
- Frank, Richard B (1999). 《Downfall: The End of the Imperial Japanese Empire》. New York: Random House. ISBN 0-679-41424-X.
- Jowett, Bernard (1999). 《The Japanese Army 1931-45 (Volume 2, 1942-45)》. Osprey Publishing. ISBN 1-84176-354-3.
- Madej, Victor (1981). 《Japanese Armed Forces Order of Battle, 1937-1945》. Game Publishing Company. ASIN B000L4CYWW.
- Marston, Daniel (2005). 《The Pacific War Companion: From Pearl Harbor to Hiroshima》. Osprey Publishing. ISBN 1-84176-882-0.
- Glantz, David (2003). 《The Soviet Strategic Offensive in Manchuria, 1945 (Cass Series on Soviet (Russian) Military Experience, 7)》. Routledge. ISBN 0-7146-5279-2.